# Elopteryx
Az Elopteryx egy, feltehetően troodontid, a maniraptorákhoz tartozó theropoda dinoszaurusznem, amely hiányos leletei Erdély késő kréta időszakában lerakódott üledékeiből származnak. Egyetlen faja ismert, az Elopteryx nopcsai. A paleontológusok többsége Nomen dubiumnak (kétes név) tartja.

## A felfedezés és a névadás története

### Kezdeti leletek
A 19. század végén vagy a 20. század elején a neves magyar paleontológus, Nopcsa Ferenc von Felső-Szilvás Sînpetru közelében, a mai Romániában talált egy kis theropodától származó végtagtöredékeket. Ezeket a Brit Természettudományi Múzeumba juttatta. 1913-ban a Charles William Andrews, a múzeum kurátora a maradványokat kijelölte az Elopteryx nopcsai típus fajának. Az Elopteryx nem neve az ókori görög helos (ἕλος), „mocsár” + pteryx (πτέρυξ), „szárny” szóból származik. A fajnevet Nopcsa tiszteletére kapta. Kezdetben az Elopteryxet a holotípusból, egy proximális bal oldali combcsontból, a BMNH A1234 katalógusszámú lelet alapján írták le. A disztális bal tibiotarsust szintén hozzá rendelték ehhez a taxonhoz, és a holotípussal azonos számmal látták el, mivel annak közvetlen közelében találták. Viszont lehetséges, hogy nem ugyanazon egyedtől származik (lásd alább). Azóta  már átcímkézték, és most a BMNH A4359 számmal jelölik. A felfedezések pontos helye és ideje nem ismert. A fosszíliák korát a késői maastrichti (Begudian) kor elejére teszik, vagyis kb. 71–66 millió évvel ezelőttre. A Sânpetru formációból eredeztetik, az egykori Hátszeg-szigetről. Az állatról Andrews úgy vélte, hogy egy pelecaniform tengeri madár. 
1929-ben a magyar Lambrecht Kálmán paleontológus további két példányt említett: a BMNH A PAL.1528 és a BMNH A PAL.1588, melyek egy bal illetve jobb tibiotarsus maradványai. 1933-ban Lambrecht külön családot alkotott az Elopterygidae-nek. A feltételezett Elopterygidae családot eredetileg a Sulae alosztályba helyezte el – még mindig a polifiletikus Pelecaniformes csoportban. A rekonstrukciójával is próbálkoztak, amely a  szulákkal és kormoránokkal feltételezett rokonsága alapján történt. Az újabb tanulmányok azonban ettől gyökeresen eltérő értelmezéseket eredményeznek.

### Későbbi leletek

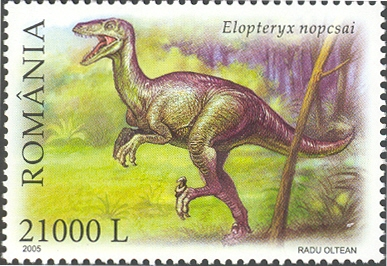
Elopteryx nopcsai egy 2005-ös román bélyegen

1975-ben a BMNH A1588 és BMNH A1528 distalis tibiotarsusokat, valamint a BMNH A4359-et Colin James Oliver Harrison és Cyril Alexander Walker kivették az Elopteryx-bőll és átnevezték Bradycneme draculae, illetve Heptasteornis andrewsi-nak. Ezekről azt feltételezték, hogy a Bradycnemidae család két méter magasra is megnővő bagolyfajai. Később, 1978-ban Brodkorb megváltoztatta a véleményét, miután a feltételezett Elopteryx anyagot összesen három faj maradványai alkották. Továbbá, az újabb vélekedések szerint ezek a mezozoikus csontok nem madaraktól, hanem nem madár dinoszauruszoktól származnak.
1981-ben Dan Grigorescu és Eugen Kessler kijelentették, hogy az Elopteryx nem madár, hanem egy coelurosaurus dinoszaurusz. Egy feltételezett distalis combcsontot (FGGUB R.351) is az Elopteryxbe soroltak. Erről később kiderült, hogy egy hadrosauroid disztális lábközépcsontja.
1992-ben Jean Le Loeuff azt vetette fel, hogy a Bradycneme és a Heptasteornis is az E. nopcsai szinonímái. Valamint a combcsont (MDE-D203), egy elülső dorzális csigolya (MDE-D01), egy hátulsó keresztcsonti csigolya és néhány bordatöredék a franciaországi Jura időszaki Grès à Reptiles formációból határozatlan Elopteryx fajba tartozik. Ez a tanulmány ezt az anyagot a Dromaeosauridae családba vagy egy ezekhez nagyon közel álló családba, vagy alcsaládba (Elopteryginae) helyezte. A csigolyákat 1998-ban ismét külön vették, és egy új dromaeosauridához, a Variraptor mechinorumhoz rendelték. A francia combcsont általános megjelenésében hasonló az Elopteryx típushoz, de diagnosztikai tulajdonságaiban különbözik, pl. hiányzik egy negyedik trochanter róla. Sem a bordákat, sem a tibiotarsust nem lehet összehasonlítani az Elopteryx holotípusával, mivel nincs átfedő anyag.
2005-ben Kessler egy újabb (distalis) combcsontdarabot, az FGGUB R.1957-et rendelt az Elopteryxhez a csont textúrája alapján.

## Törzsfejlődés
A modern értelmezések különböznek abban a kérdésben, hogy a Bradycneme és a Heptasteornis anyagot ide kell-e sorolni. Különböző megoldásokat javasoltak erre a problémára. A nyolcvanas években néhány kutató azt javasolta, hogy az Elopteryx a Troodontidae tagja legyen anélkül, hogy ezt sok empirikus bizonyítékkal alátámaszthatták volna. 1998-ban Csiki & Grigorescu azt javasolta, hogy az Elopteryx a Maniraptora csoportba tartozzon, míg a Bradycneme   a Tetanurae-ba. 2004-ben Darren Naish és Gareth Dyke az E. nopcsai-t eumaniraptora incertae sedis-be tartozónak, esetleg egy nem ornithuromorpha pygostylia madárnak vagy troodontid-nak gondolták. Míg a Bradycneme egy maniraptora, a Heptasteornis (legalábbis annak a holotipusa) az Alvarezsauridae tagja. Úgy tűnik tehát, hogy az E. nopcsai valamiféle madárszerű eumaniraptora, de nem kapcsolódik a modern madarakhoz. 2005-ben azonban Kessler egyesítette az Elopteryx összes anyagát, és alvarezsauridának tekintette.

## Bibliográfia
- Andrews, C.W. (1913): On some bird remains from the Upper Cretaceous of Transylvania. Geological Magazine 5: 193–196.
- Brodkorb, Pierce (1963): Catalogue of fossil birds. Part 1 (Archaeopterygiformes through Ardeiformes). Bulletin of the Florida State Museum, Biological Sciences 7(4): 179–293. PDF fulltext Archiválva 2007. március 11-i dátummal a Wayback Machine-ben
- Brodkorb, Pierce (1978): Catalogue of fossil birds, Part 5 (Passeriformes). Bulletin of the Florida State Museum, Biological Sciences 23(3): 139–228.
- Csiki, Z. and Grigorescu, D. (1998): Small theropods from the Late Cretaceous of the Hateg Basin (western Romania) - an unexpected diversity at the top of the food chain. Oryctos 1: 87-104.
- Harrison, Colin James Oliver and Walker, Cyril Alexander (1975): The Bradycnemidae, a new family of owls from the Upper Cretaceous of Romania. Palaeontology 18(3): 563–570. PDF fulltext
- Le Loeuff, J. & Buffetaut, E. (1998): A new dromaeosaurid theropod from the Upper Cretaceous of Southern France. Oryctos 1: 105–112.
- Le Leouf, J., Buffetaut, E., Méchin, P. and Méchin-Salessy, A. (1992): The first record of dromaeosaurid dinosaurs (Saurischia, Theropoda) in the Maastrichtian of southern Europe: palaeobiogeographical implications. Bulletin de la Société géologique de la France 163(3): 337–343.
- Mayr, Gerland (2008): A skull of the giant bony-toothed bird Dasornis (Aves: Pelagornithidae) from the Lower Eocene of the Isle of Sheppey. Palaeontology 51(5): 1107–1116. doi:10.1111/j.1475-4983.2008.00798.x (HTML abstract)
- Naish, Darren (2004): Heptasteornis was no ornithomimid, troodontid, dromaeosaurid or owl: the first alvarezsaurid (Dinosauria: Theropoda) from Europe. Neues Jahrbuch für Geologie und Paläontologie - Monatshefte 7: 385–401.
- Paul, Gregory S. (1988): Predatory Dinosaurs of the World. New York, Simon & Schuster. ISBN 0-671-61946-2
- Weishampel, D.B.; Grigorescu, D. & Norman, D.B. (1991): The dinosaurs of Transylvania. National Geographic Research and Exploration 7(2): 196–215. PDF fulltext

## Fordítás
Ez a szócikk részben vagy egészben  az   Elopteryx című angol Wikipédia-szócikk ezen változatának fordításán alapul.  Az eredeti cikk szerkesztőit annak laptörténete sorolja fel. Ez a jelzés csupán a megfogalmazás eredetét és a szerzői jogokat jelzi, nem szolgál a cikkben szereplő információk forrásmegjelöléseként.